# Aspens naturstig

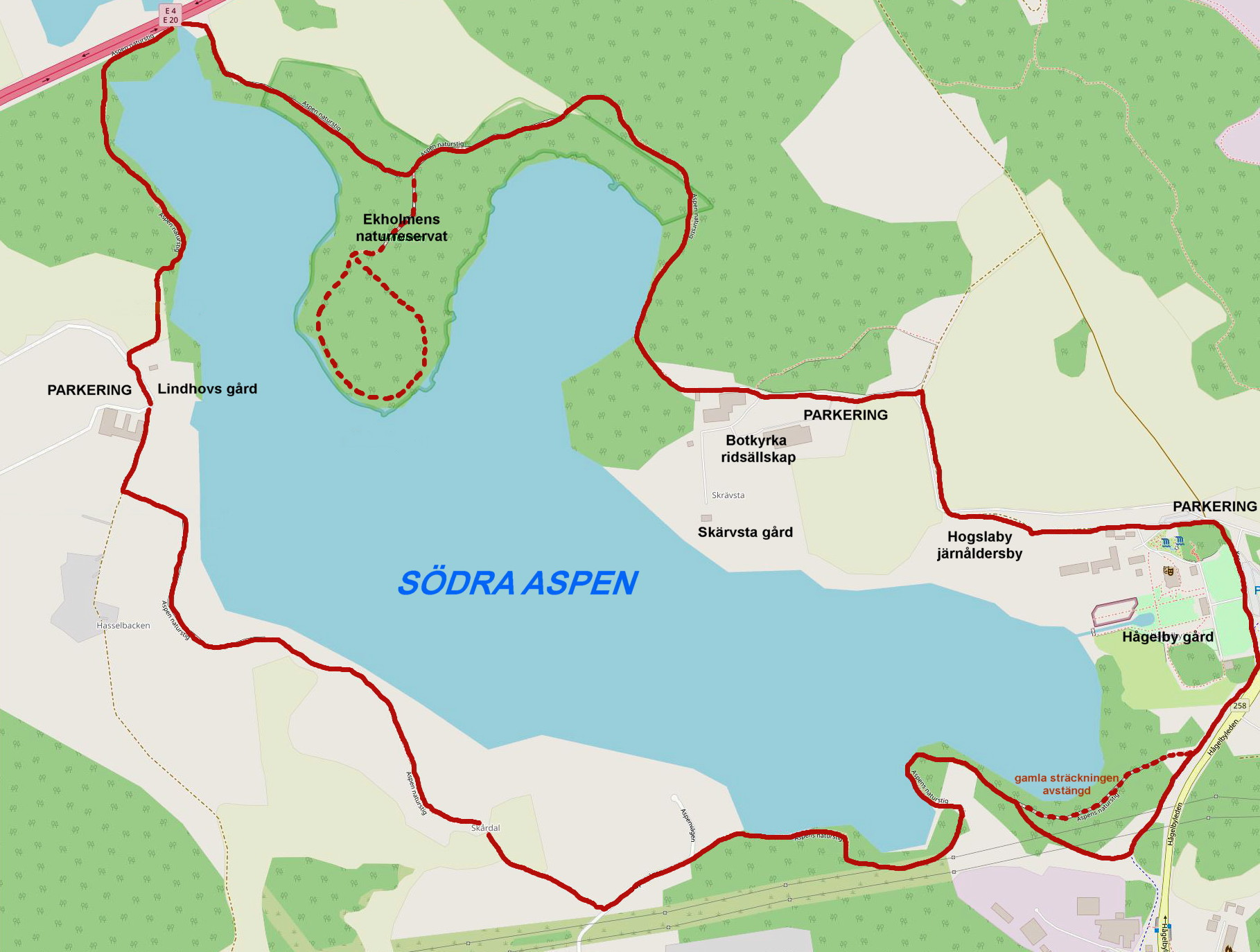
Aspens naturstig.

Aspens naturstig är en drygt sju kilometer lång vandringsled runt sjön Aspen i Botkyrka kommun, Stockholms län. Beroende på avsnitt uppges svårighetsgraden som "lätt", "medel" respektive "svår".

## Allmänt
Aspens naturstig ställdes i ordning i början av 2000-talet på initiativ av Botkyrka kommun. En del äldre stigar, bruksvägar och lokalgator integrerades i slingan men spänger och gångbryggor nyanlades och skyltar uppsattes. Stigen sträcker sig runt den större södra delen av Aspen som begränsas i norr av motorvägen E4/E20 (Södertäljevägen) och i söder av Hågelbyleden. En lämplig startplats är parkeringen vid Hågelby gård eller vid Botkyrka ridsällskap. Vid Lindhovs gård finns parkeringsmöjligheter för personer med nedsatt rörelseförmåga. Hela sträckan är omkring sju kilometer lång. Man kan gå högervarv eller vänstervarv.

## Sträckningen

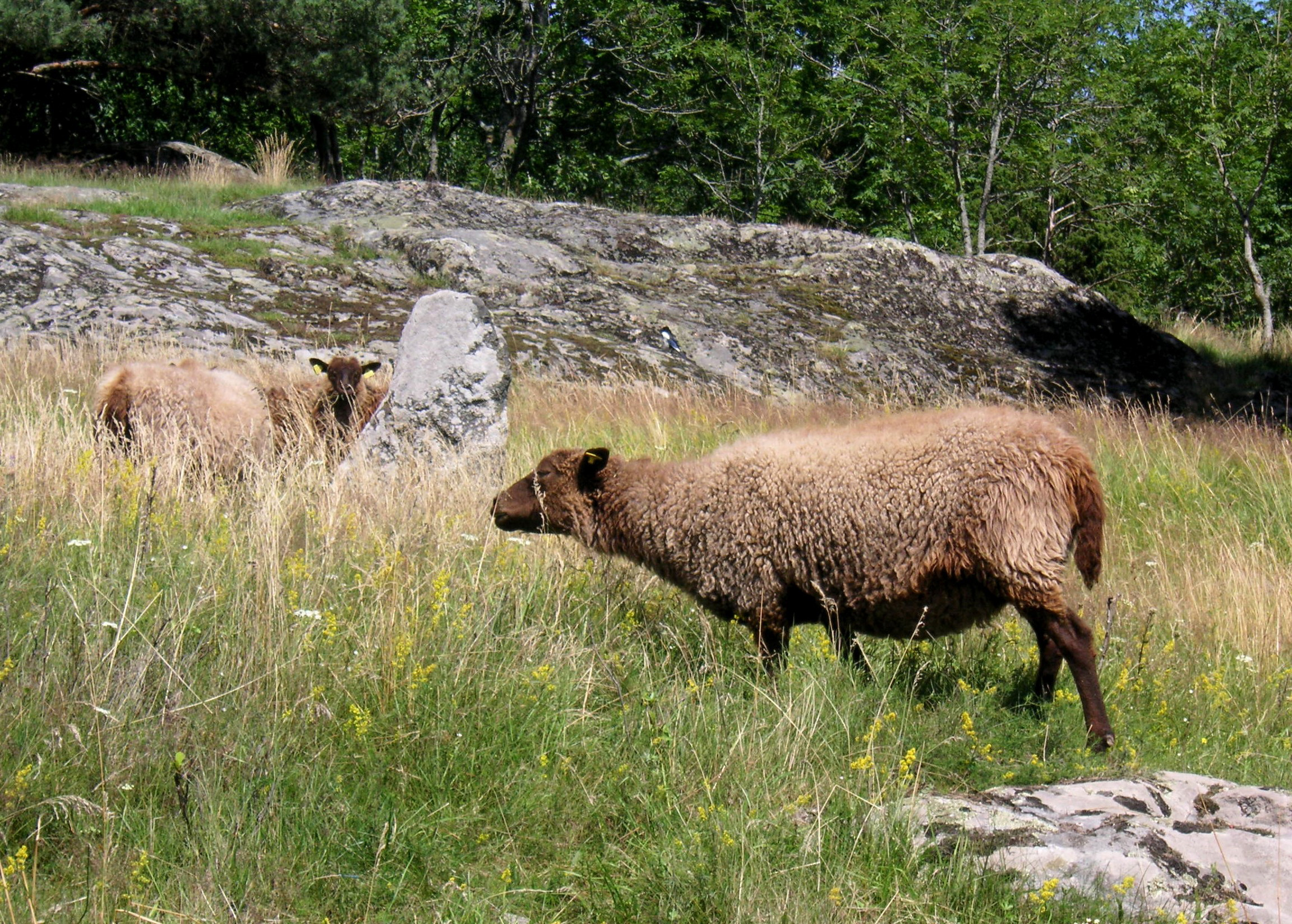
Fårbete på Skrävsta gamla bytomt.

Leden har under åren kompletterats med bänkar och bredare spänger. På våren 2020 genomförde kommunen en större renovering av stigen, bland annat ersattes avsnittet i den sydöstra delen mot Hågelbyleden. Där det en gång var flytande spång har man lagd om stigen längre österut med en grusad gång. Samtidigt byttes stigens markeringsfärg från orange till gult.
Aspens naturstig sammanknyter tre kulturhistoriskt intressanta och värdefulla gårdar, Hågelby gård, Skrävsta gård och Lindhovs gård samt flera fornlämningar med spår av människans mycket långa historia i trakten. Därom berättar exempelvis rekonstruktionen av järnåldersbyn Hogslaby strax nordväst om Hågelby gård. Här bedriver kommunen en lägerskola. Vid Skrävsta gård och Skrävsta gamla bytomt ligger fornminnen och gravfält särskild täta. I samband med en arkeologisk undersökning 1997 hittades ett långhus med måtten 51 x 8 meter. Det är ett av de största långhusen som har upptäckts i Stockholmstrakten och tros ha varit en gästabudssal.
Stigen passerar många naturtyper, bland dem Ekholmens naturreservat på halvön i nordost dit man kan göra en avstickare och se grova ekar. Naturreservatet Ekholmen är klassat som ett Natura 2000-område. Långa sträckor går leden över spänger och gångbryggor, högt över sumpmarker. Söder om Lindhovs gård sträcker sig spången genom en sumpskog med al där trädens raka stammar bildar en slags ”pelarsal”. Här byggdes spången extra bred så att även personer med begränsad rörlighet kan ta sig dit. Längs stigen finns flera grill- och rastplatser samt två badbryggor. Det norra avsnittet är gemensamt med Sankt Botvids pilgrimsled som sträcker sig mellan Salems kyrka och Botkyrka kyrka.

## Bilder

Bebyggelse
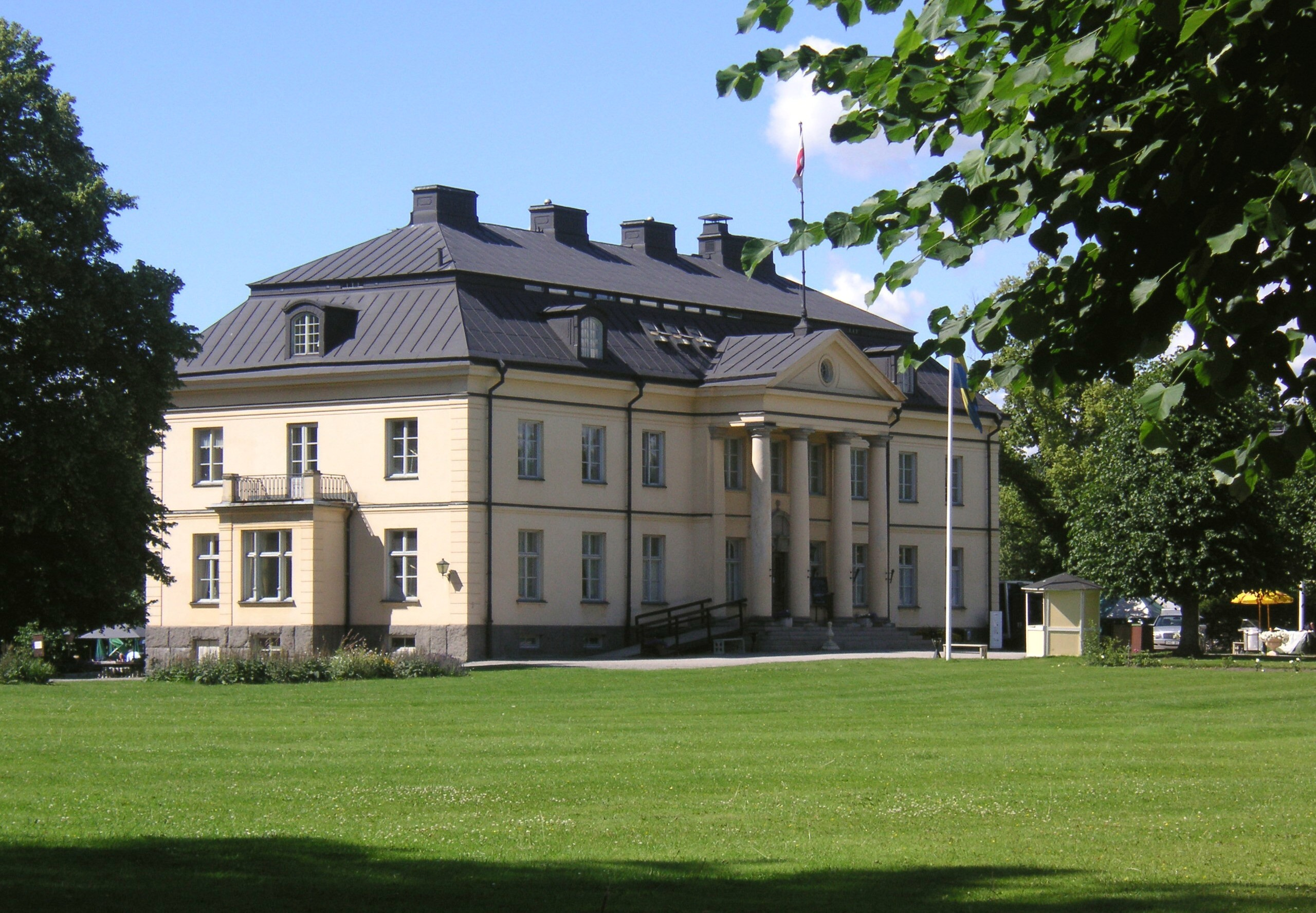
Hågelby gård, huvudbyggnad.
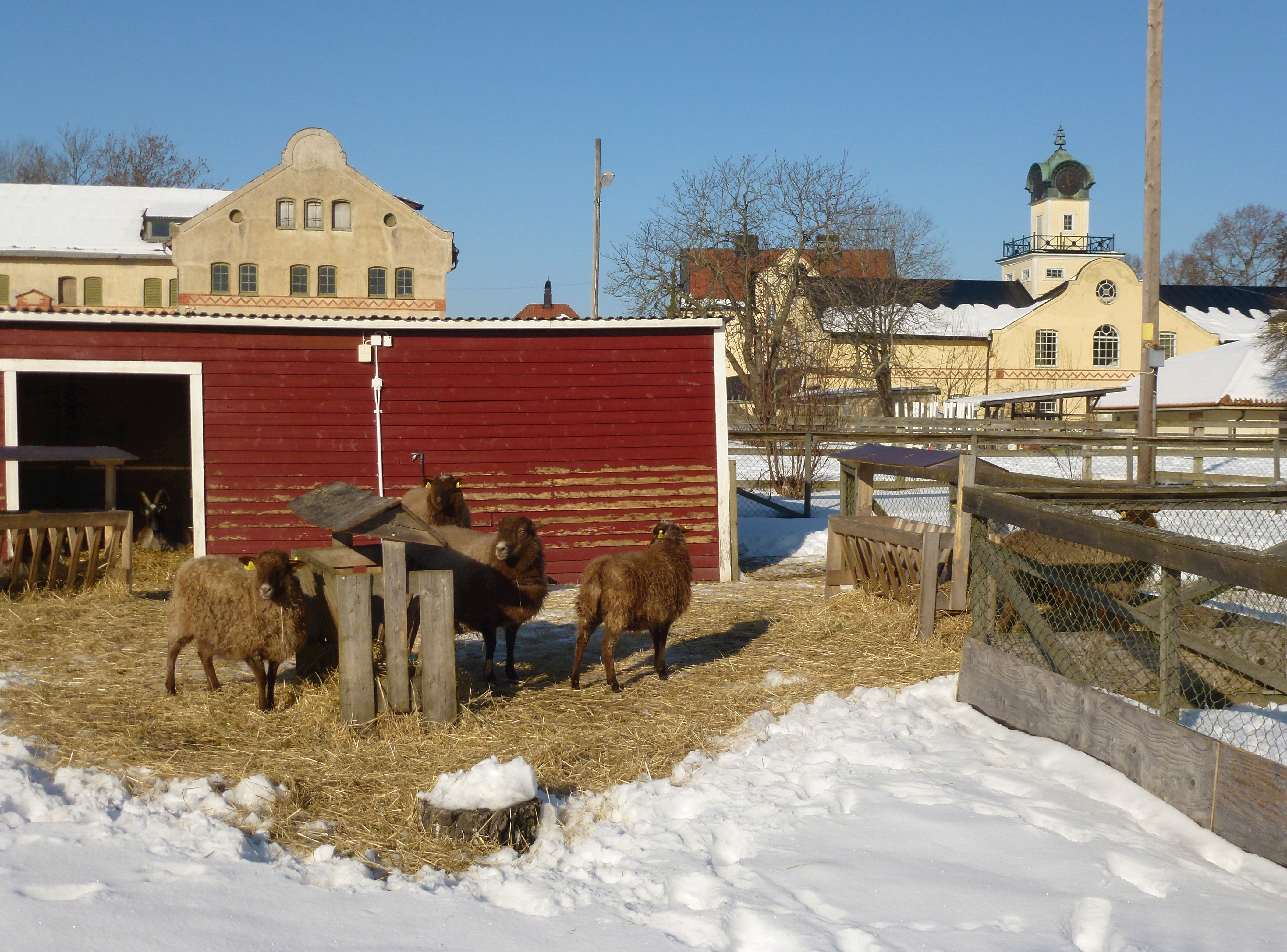
H4 gården Hågelby.
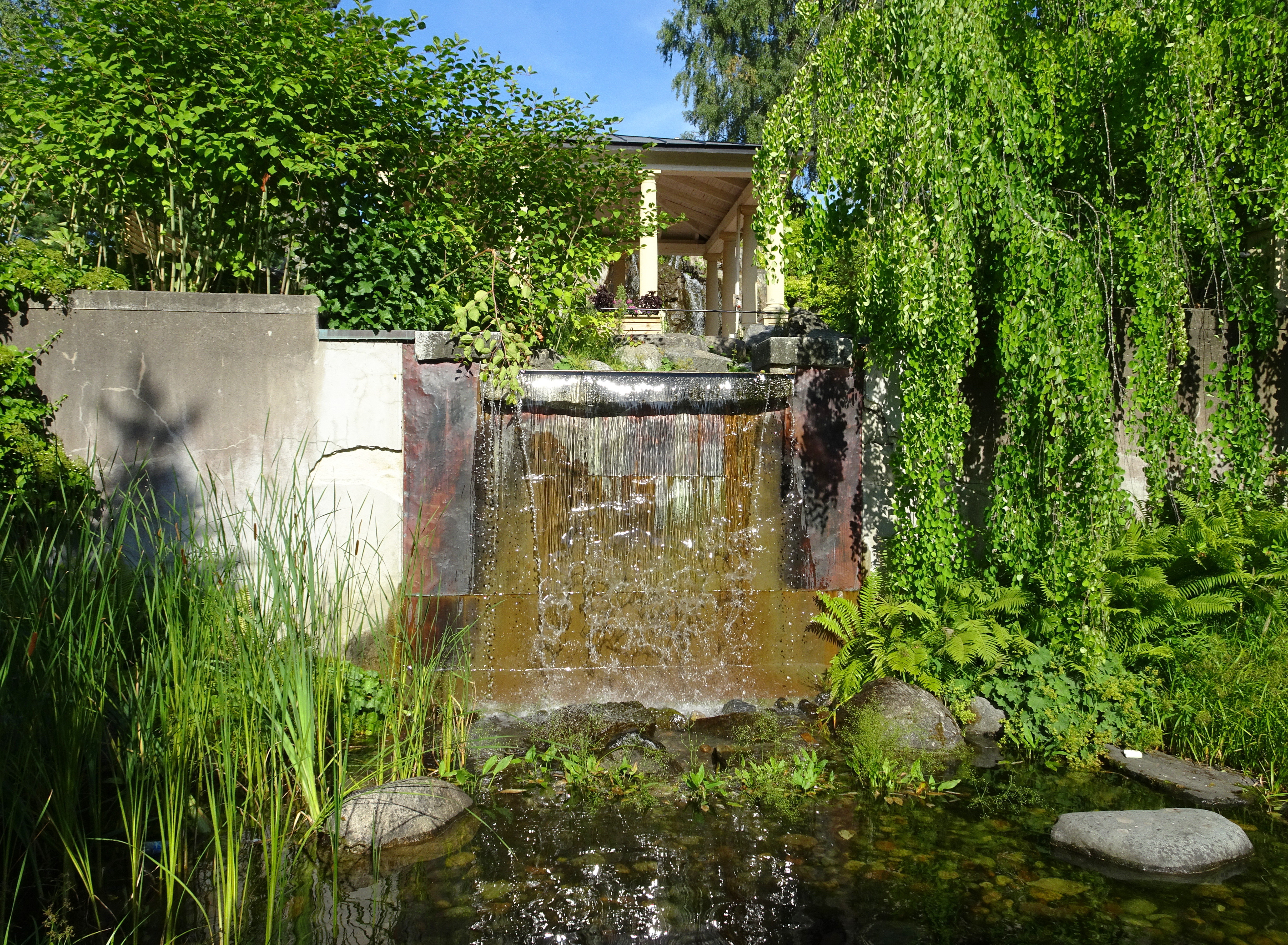
Hågelby gård, brunnsparken.
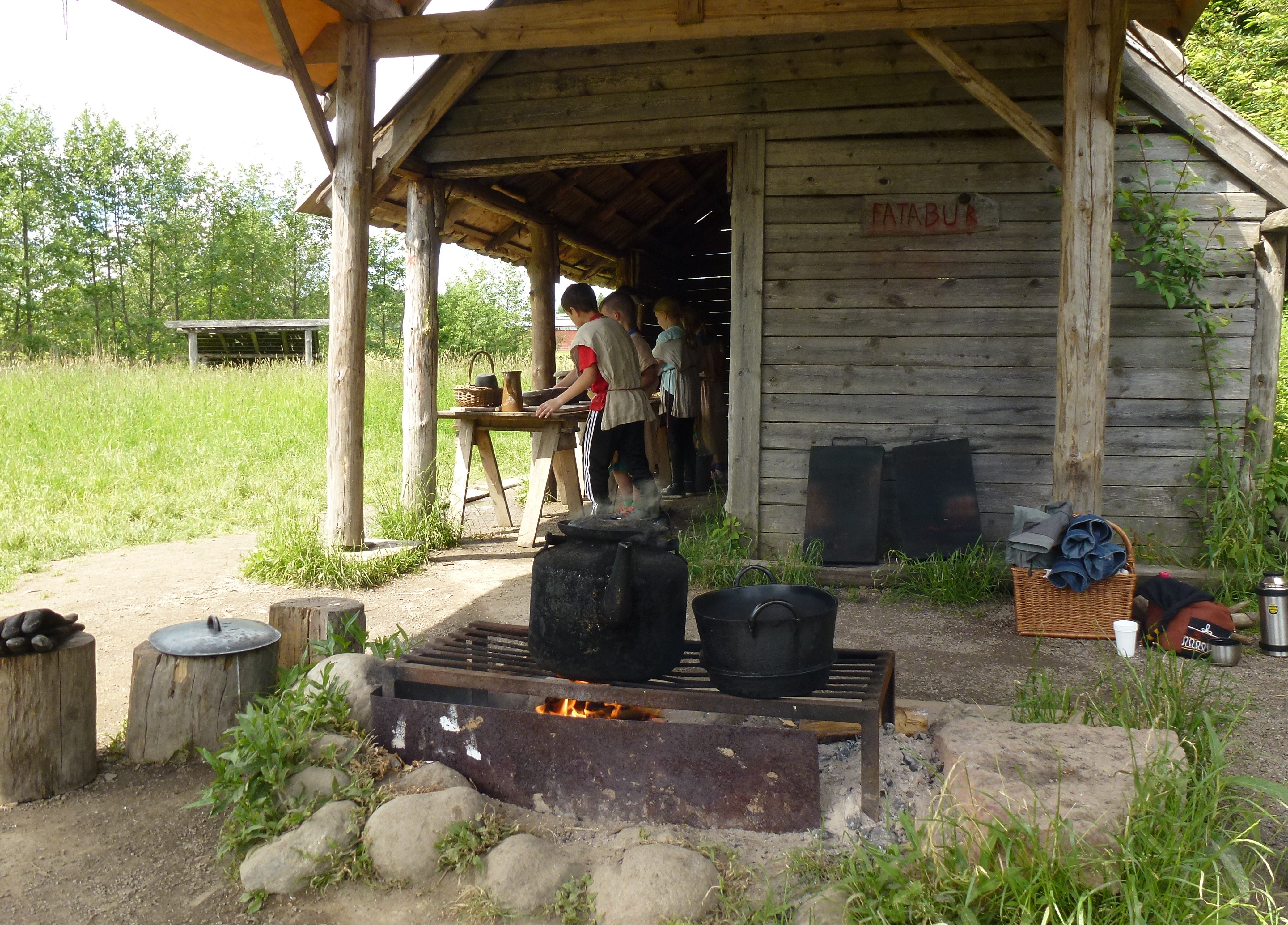
Skolklass i järnåldersbyn "Hogslaby".

Bebyggelse
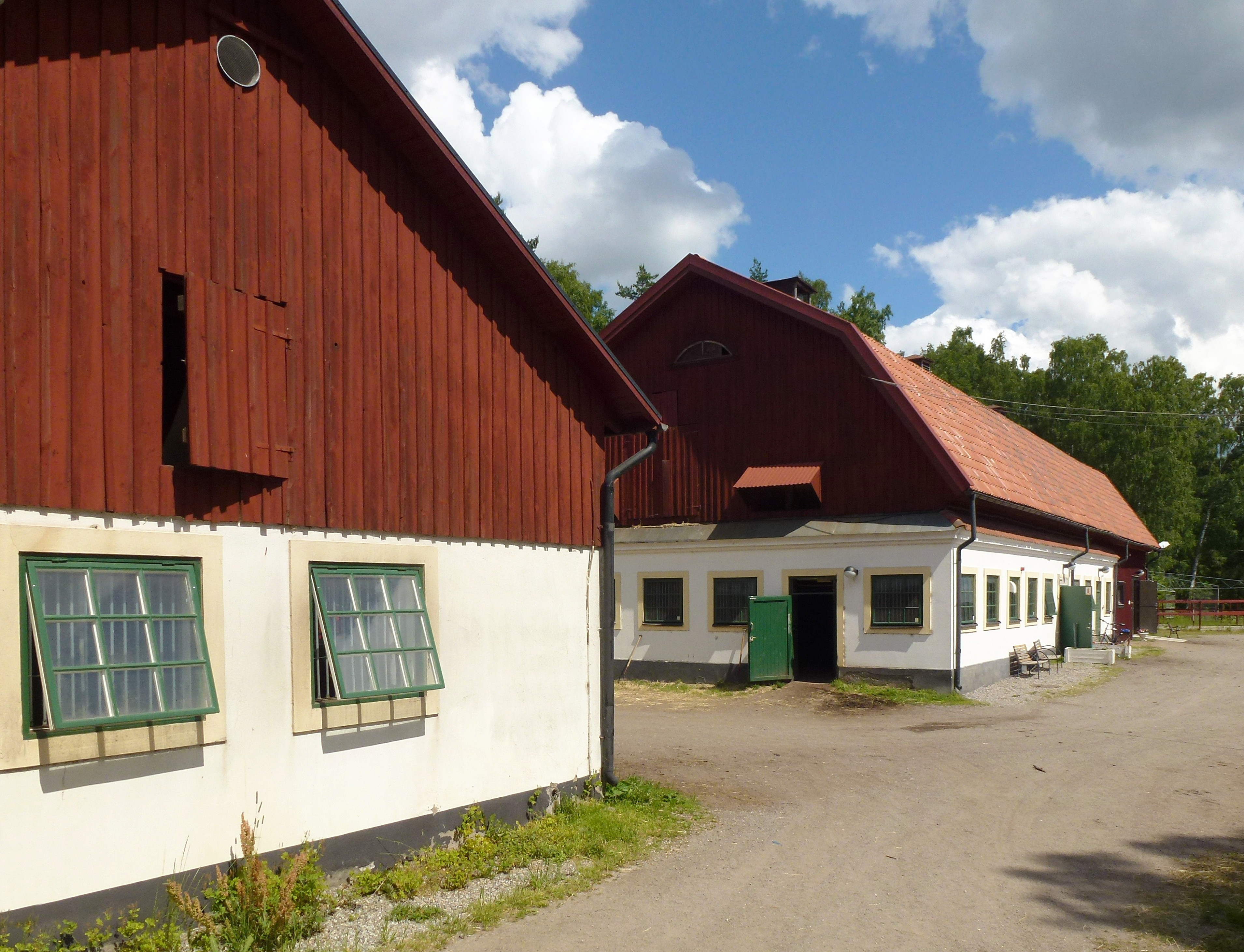
Botkyrka ridsällskapets stall.
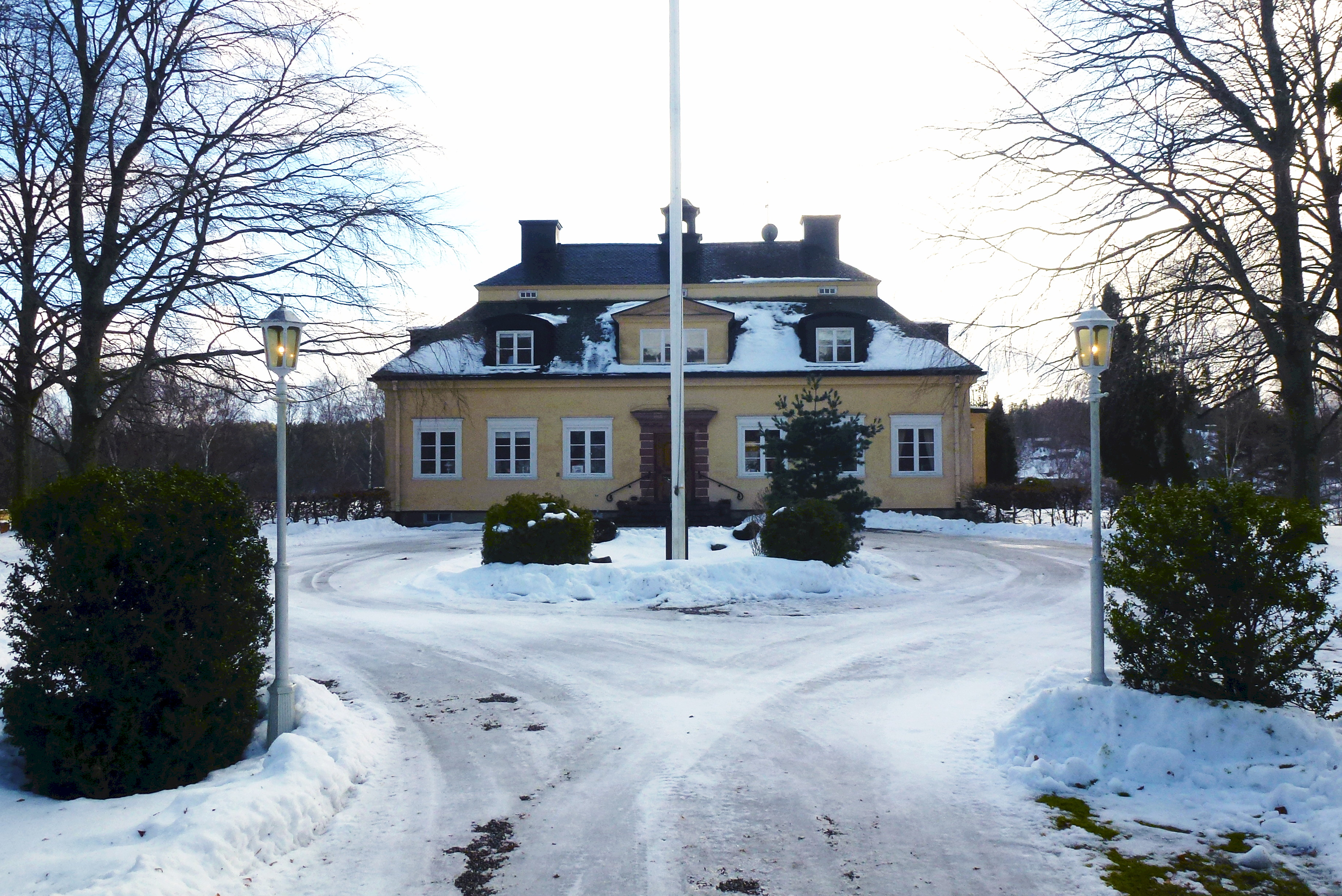
Skrävsta gårds huvudbyggnad.
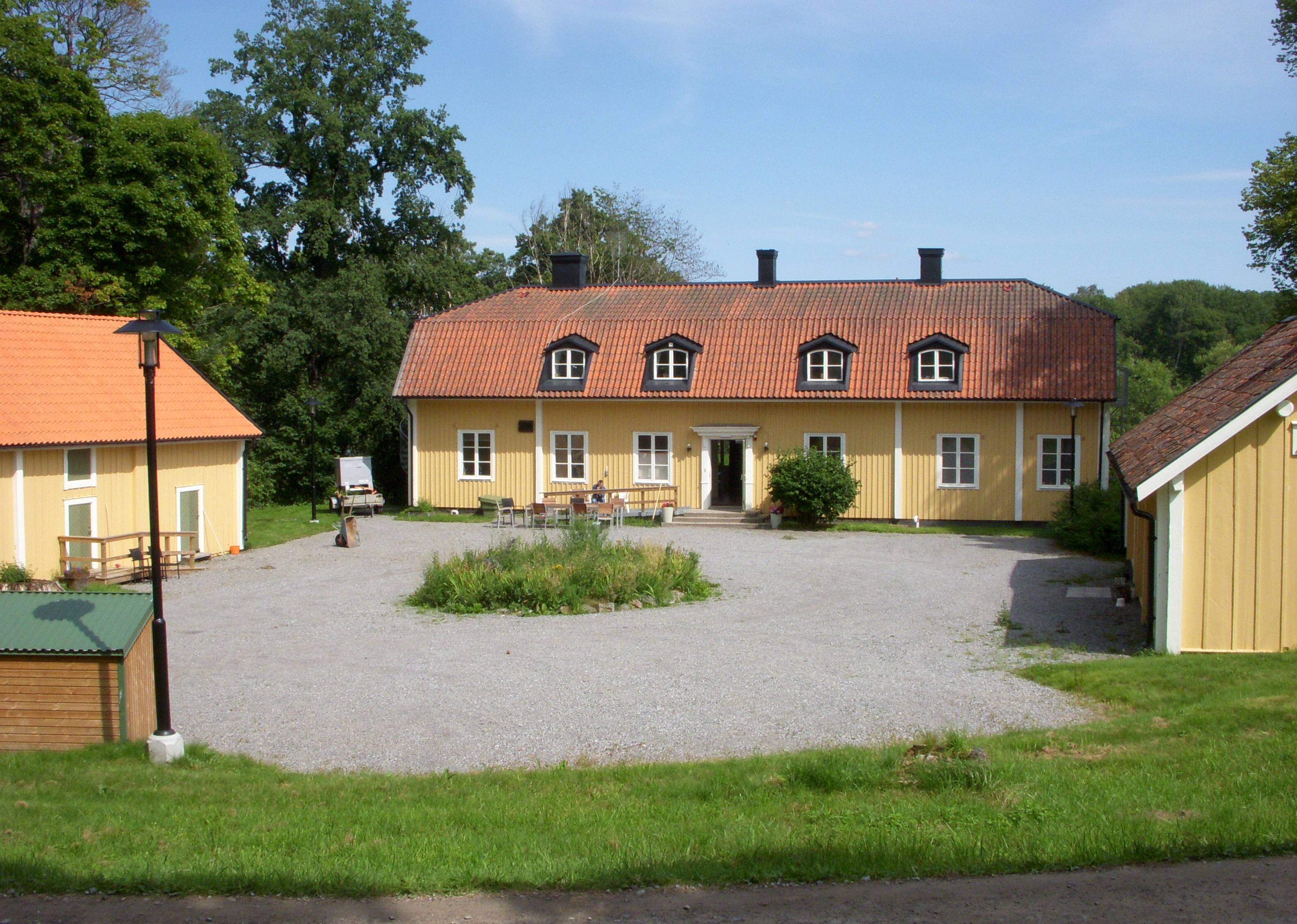
Lindhovs gård, huvudbyggnad och flyglar.
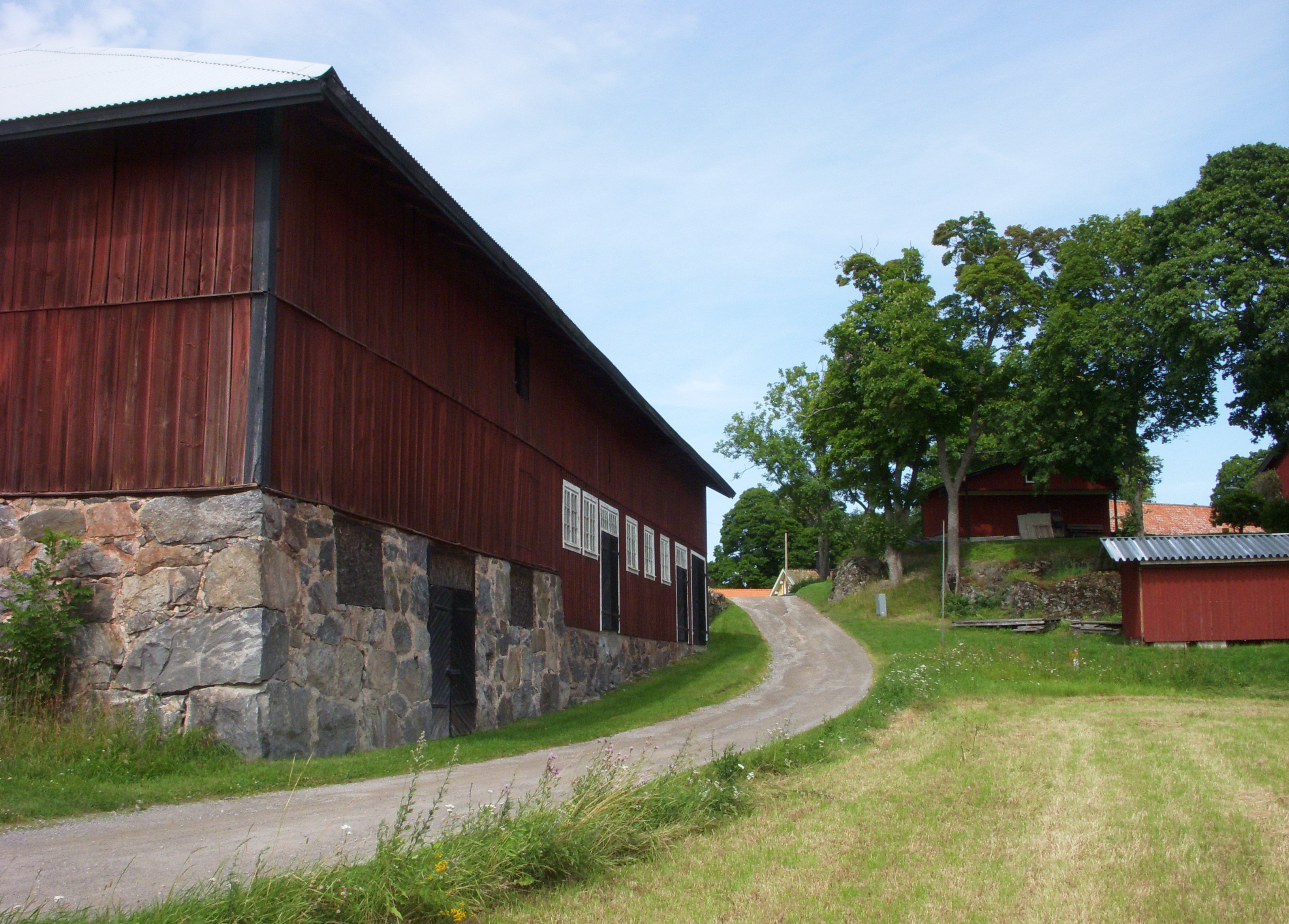
Lindhovs gårds ekonomibyggnader.

Naturen
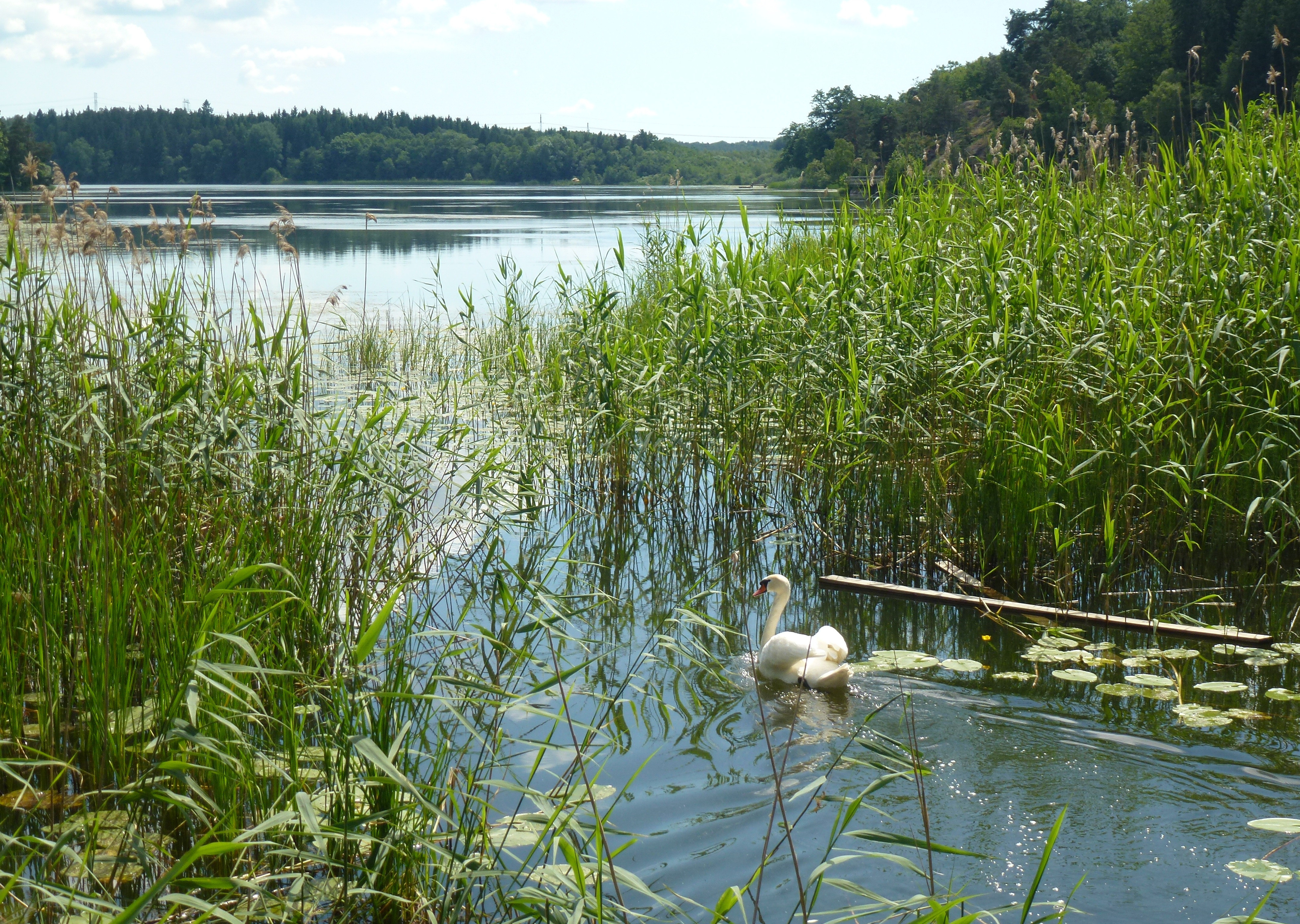
Vid sundet mot norra Aspen.
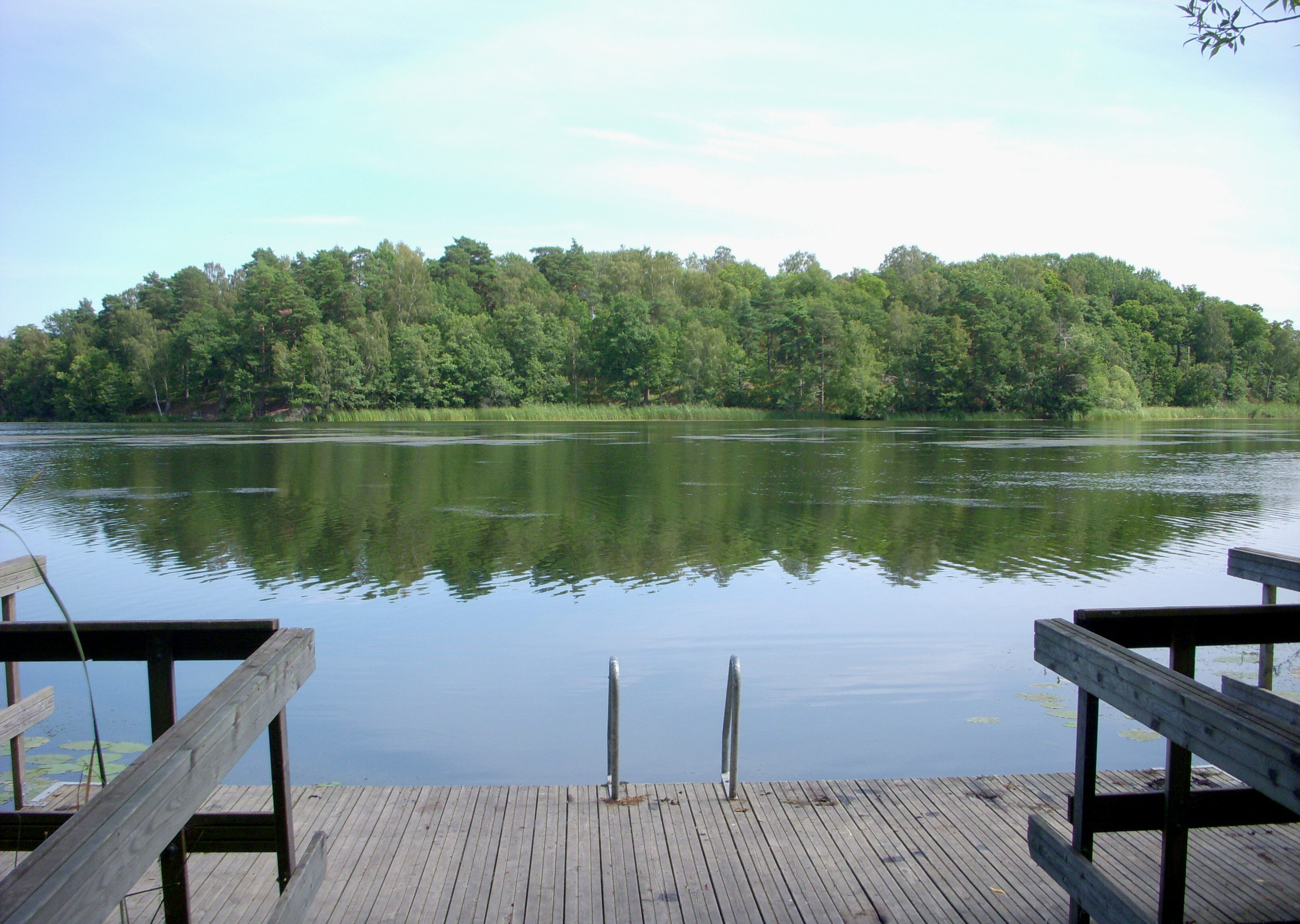
Vy över Aspen mot Ekholmen.
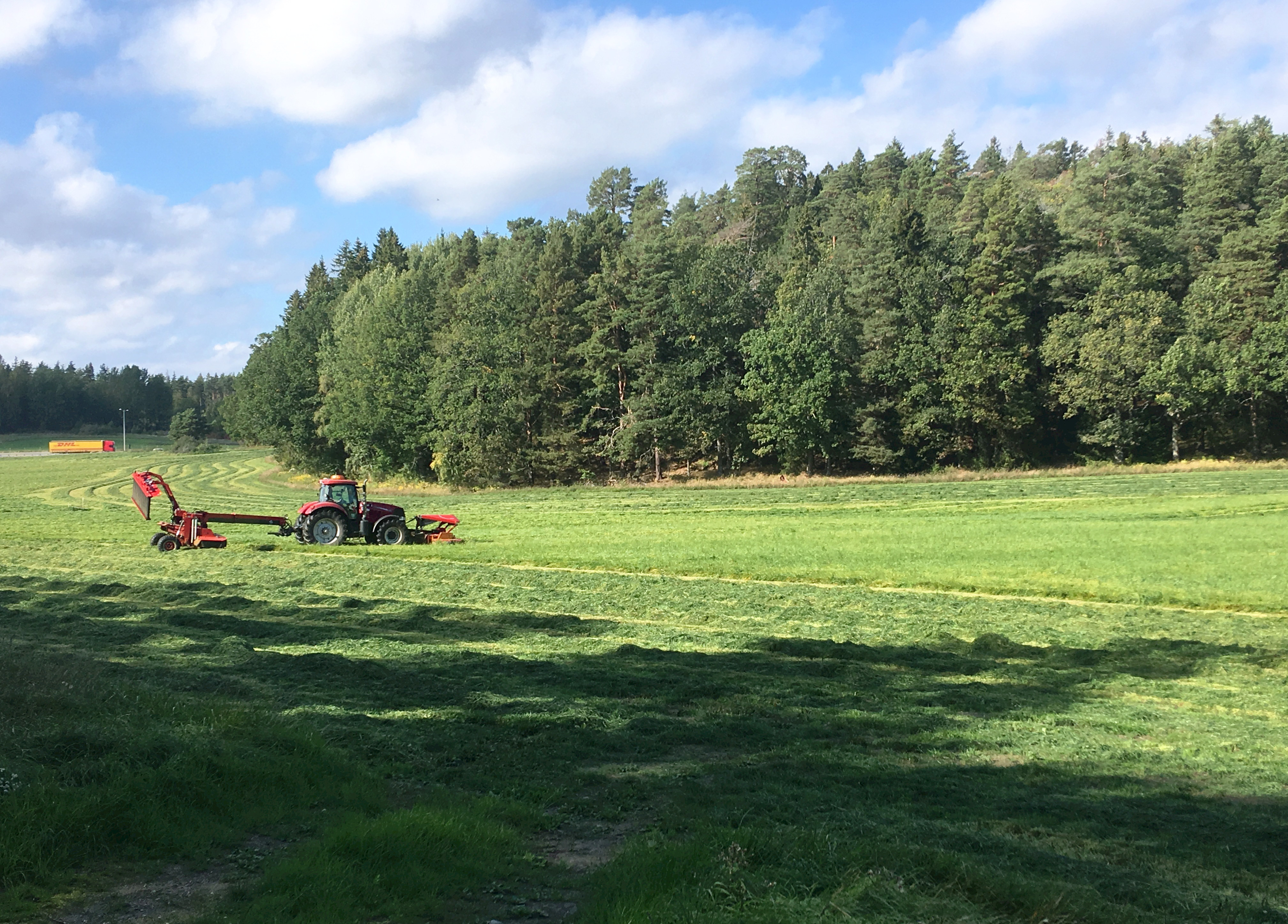
Kulturlandskapet vid Lindhovs gård.
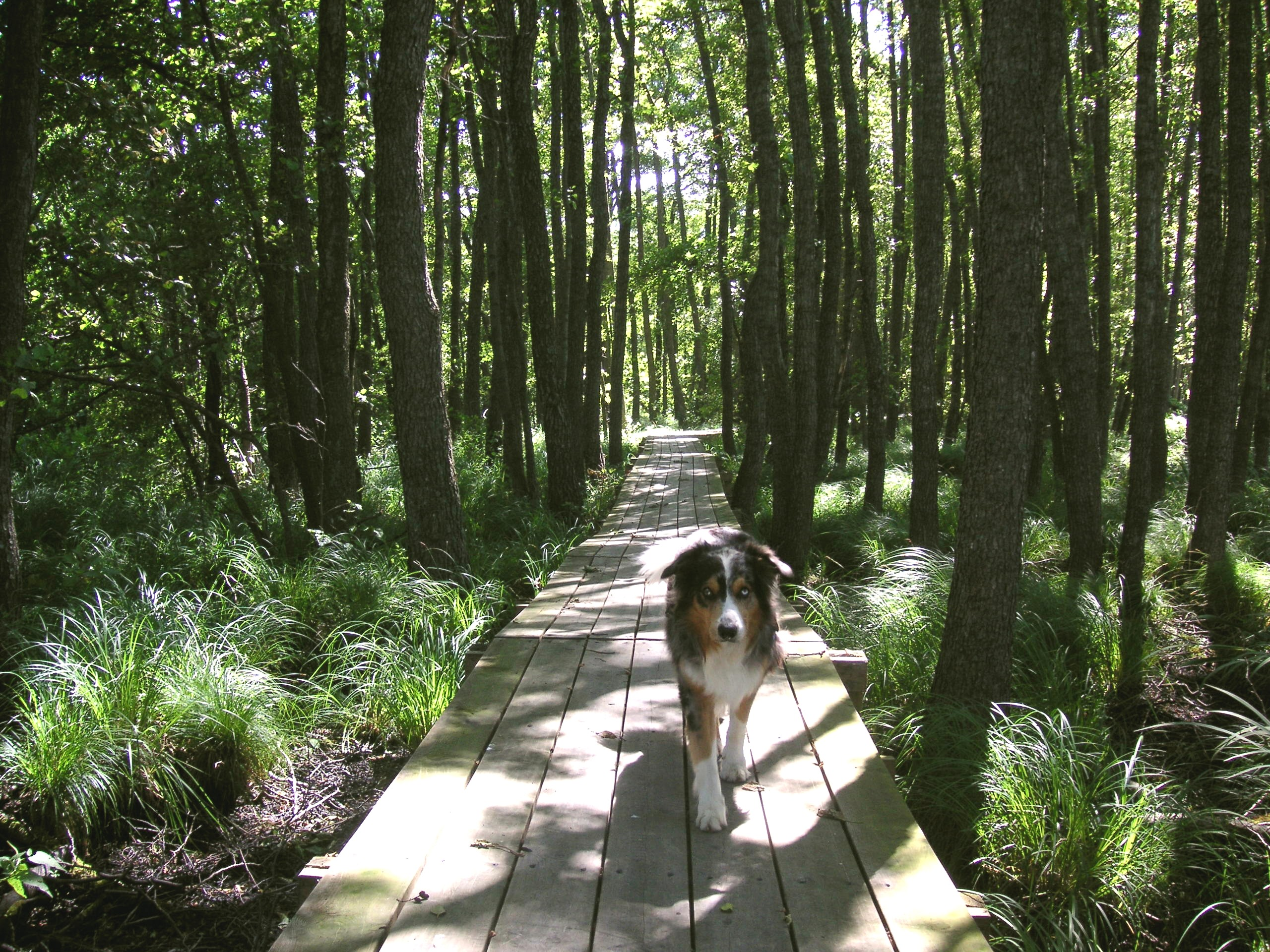
Naturstigens "pelarsal" söder om Lindhovs gård.

- Kulturlandskapet mellan Hågelby och Skrävsta.
- Spång med mötesplats och bänk.
- Vägvisare till Ekholmens naturreservat.
- Grov ek i Ekholmens naturreservat.

Naturen
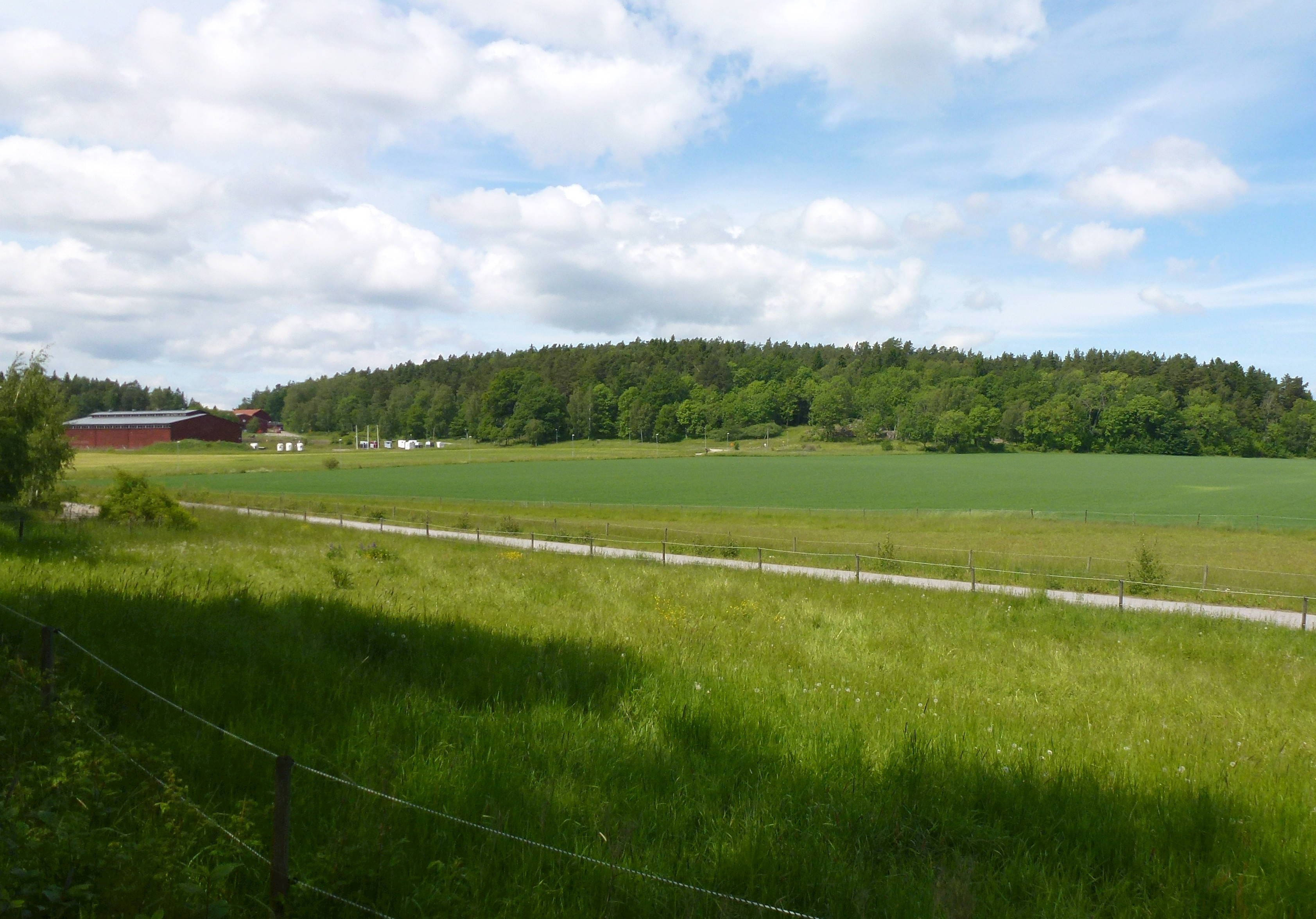
Kulturlandskapet mellan Hågelby och Skrävsta.
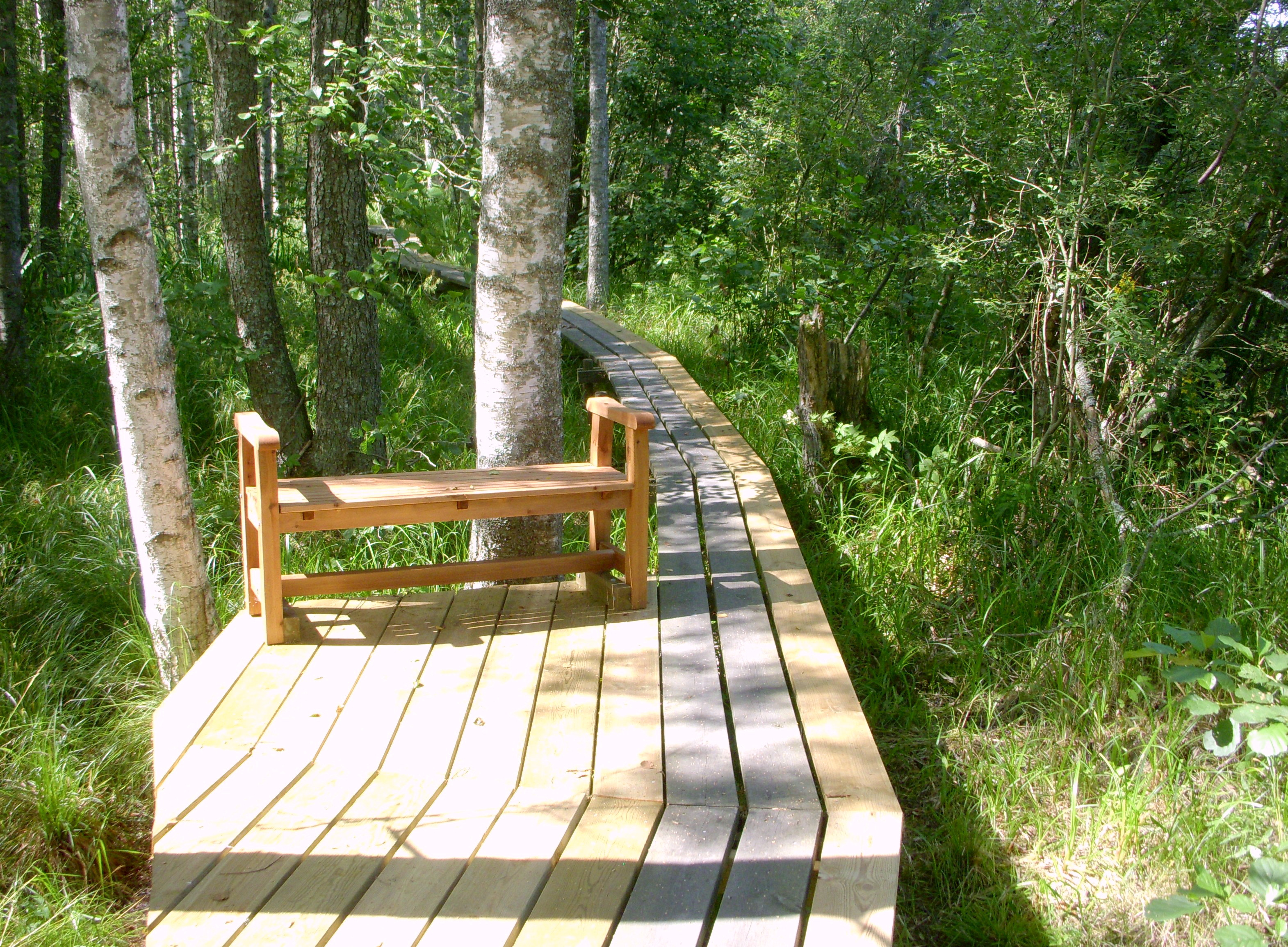
Spång med mötesplats och bänk.
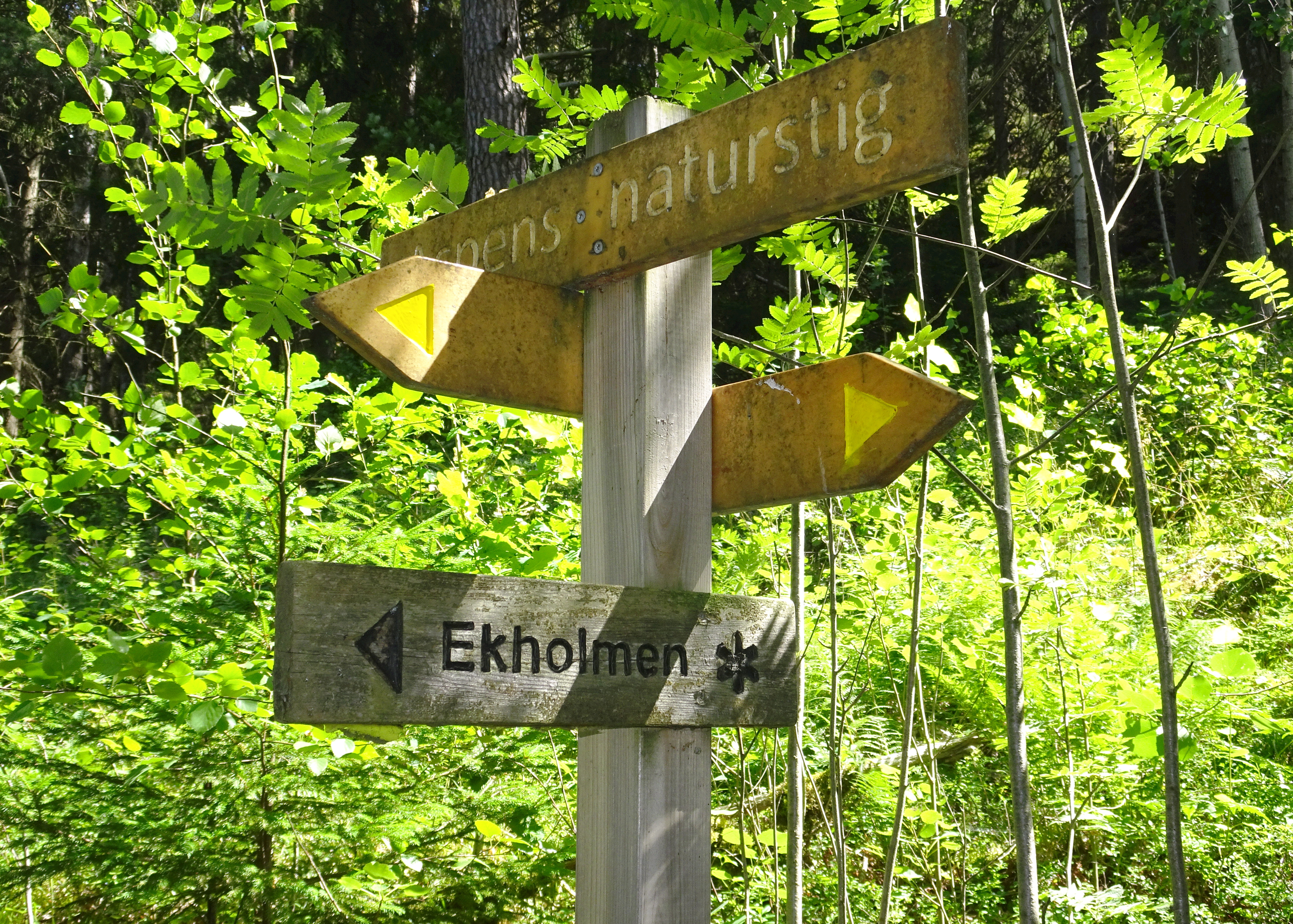
Vägvisare till Ekholmens naturreservat.
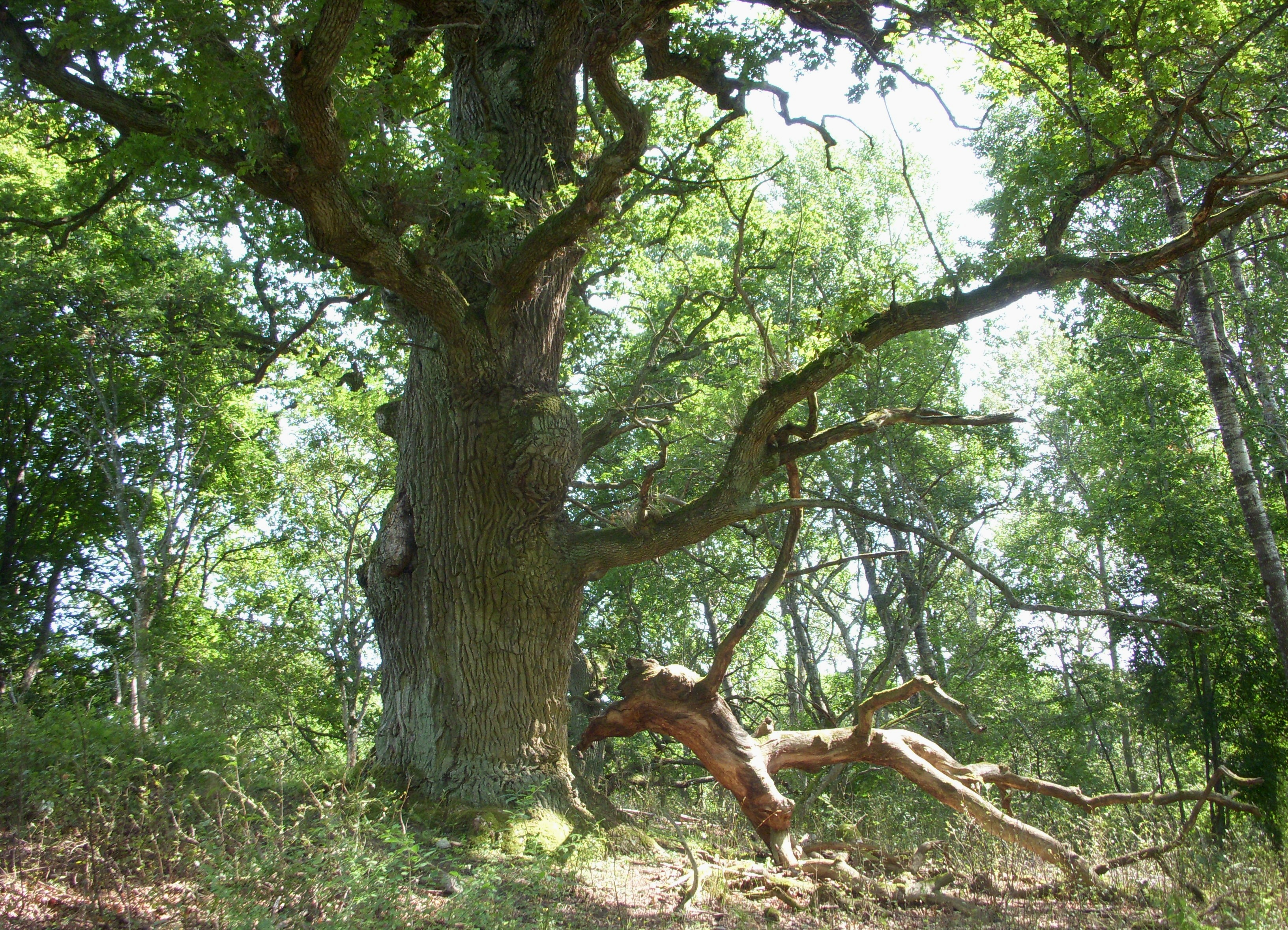
Grov ek i Ekholmens naturreservat.

- Vid sundet mot norra Aspen.
- Vy över Aspen mot Ekholmen.
- Kulturlandskapet vid Lindhovs gård.
- Naturstigens "pelarsal" söder om Lindhovs gård.

## Stationer (urval)
I alfabetisk ordning:
- Botkyrka ridsällskap
- Ekholmens naturreservat
- Hogslaby
- Hågelby gård
- Lindhovs gård
- Skrävsta gård

## Andra sjönära vandringar i Stockholms län
- Brunnsviken runt på Hälsans stig (11 km)
- Bornsjöns natur- och kulturstig (11 km)
- Djurgårdsbrunnsviken runt på Hälsans stig (7 km)
- Elfviksleden (9 km)
- Flaten runt  (7.2 km)
- Gömmarrundan (3.5 km)
- Havtornsuddslingan (4.5 km)
- Judarskogens naturstig (2,2 km)
- Källtorpssjön runt (5 km)
- Måsnarenleden (12 km)
- Mälarpromenaden (4.8 km)